# لشکر ۶۳ پیاده (ایالات متحده آمریکا)
لشکر ۶۳ پیاده (انگلیسی: 63rd Infantry Division) لشکر پیاده‌نظام نیروی زمینی ایالات متحده آمریکا است، که در سال ۱۹۴۳ تأسیس شد. ستاد فرماندهی و پادگان لشکر ۶۳ پیاده در فرودگاه صحرایی فدرال موفت، کالیفرنیا قرار دارد.
لشکر ۶۳ پیاده یگان زیرمجموعه ارتش هفتم از گروه ششم نیروی زمینی ایالات متحده بود که در طول جنگ جهانی دوم در اروپا جنگید. پس از جنگ، این لشکر غیرفعال شد، اما بعداً شماره لشکر و نشان آستین شانه برای استفاده توسط فرماندهی ۶۳ ذخیره ارتش مجاز شد.
فرماندهی ۶۳ پشتیبانی منطقه‌ای، مسئول پشتیبانی پایه و اداری از تمام واحدهای ذخیره نیروی زمینی ایالات متحده در سراسر منطقه هفت ایالتی جنوب غربی ایالات متحده از جمله کالیفرنیا، نوادا، آریزونا، نیومکزیکو، اوکلاهما، تگزاس و آرکانزاس است. اگرچه فرماندهی ۶۳ آمادگی منطقه‌ای واقع در لوس آلامیتوس، کالیفرنیا، مجاز به استفاده از نام و تاریخچه لشکر ۶۳ پیاده‌نظام نبود، ایجاد فرماندهی ۶۳ پشتیبانی منطقه‌ای جدید در مافت فیلد، کالیفرنیا، به آن اجازه می‌دهد تا تاریخچه و پرچم دو رنگ قرمز و آبی پس زمینه لشکر ۶۳ پیاده‌نظام را به عنوان یک استثنا در سیاست‌های خود به ارث ببرد. این واحد در ۶ دسامبر ۲۰۰۹ غیرفعال و با فرماندهی ۷۹ پشتیبانی جایگزین شد، ولی بار دیگر به عنوان یک فرماندهی پشتیبانی منطقه‌ای دوباره فعال شد و امروزه همچنان به‌عنوان یک لشکر پیاده‌نظام به فعالیت خود ادامه می‌دهد.